# Alejandro Menéndez
Alejandro Menéndez García (Gijón, 12 luglio 1966) è un allenatore di calcio spagnolo, tecnico del Racing Ferrol.

## Palmarès

### Competizioni nazionali
- Thai League 1: 1

Buriram United: 2013
- Thai FA Cup: 1

Buriram United: 2013
- Thai League Cup: 1

Buriram United: 2013